# Karl Url
Karl Url (* 6. April 1934 in Diemlach, Kapfenberg; † 3. März 2014 in Bruck/Mur) war ein österreichischer Politiker (ÖVP) und Landwirt. Er war von 1975 bis 1981 Abgeordneter zum österreichischen Nationalrat.
Url besuchte nach der Pflichtschule die Höhere Bundeslehranstalt für Landwirtschaft in Seefeld und absolvierte eine landwirtschaftliche Praxis auf einem Gutsbetrieb in Hörsching. 1959 übernahm er die elterliche Landwirtschaft. Seine politische Laufbahn begann Url 1956 mit dem Beitritt zur ÖVP. Er übernahm 1962 die Funktion des Obmanns des Bauernbundes in Kapfenberg und wurde 1965 zum Gemeinderat in Kapfenberg gewählt. 1975 wurde er zudem Mitglied des Landesvorstandes des steirischen Bauernbundes, ab dem 4. November 1975 vertrat er die ÖVP im Nationalrat. Daneben übte Url zahlreiche Funktionen im landwirtschaftlichen Umfeld aus. Er war Obmann des Maschinenringes Unteres Mürztal, Obmannstellvertreter der Molkereibetriebs- und Lagerhausgenossenschaft „Landforst“, Bezirkskammerrat der Landwirtschaftskammer Steiermark sowie Bezirksjägermeister. Am 20. Februar 1981 schied Url aus dem Nationalrat aus.
Am 3. März 2014 starb Url, der verheiratet und Vater von vier Kindern war, kurz vor seinem 80. Geburtstag und wurde am 9. März 2014 am St.-Ruprecht-Friedhof in Bruck an der Mur beerdigt.